# عشق خاص من
عشقِ خاصِ من (انگلیسی: My Special Love) دومین آلبوم استودیویی لاتویا جکسون خواننده و ترانه‌سرای آمریکایی است. این آلبوم که در سال ۱۹۸۱ منتشر شد، در جدول ۲۰۰ آلبوم بیلبورد به رتبه ۱۷۵ رسید. پس از موفقیت محدود آلبوم، این آلبوم در هاله‌ای از ابهام قرار گرفت و در اوایل دهه ۱۹۹۰ در ژاپن در یک سی‌دی بازنشر محدودی یافت که به سرعت حذف شد. این آلبوم نادرترین آلبوم لاتویا بود، اما در سال ۲۰۱۹ توسط چری پاپ رکوردز شامل چندین قطعه جایزه، از جمله «اگر احساس بدی کردی» از اولین آلبوم انفرادی او، مجدداً روی سی‌دی منتشر شد.

## منبع
1. ↑  La Toya Jackson - My Special Love Album Reviews, Songs & More | AllMusic (به انگلیسی), retrieved 2023-02-09
2. ↑  «Music». Billboard (به انگلیسی). دریافت‌شده در ۲۰۲۳-۰۲-۰۹.